# Transatlantic
Transatlantic – amerykańska supergrupa, wykonująca muzykę zaliczaną do gatunku rocka progresywnego. Założona w 1999 roku z inicjatywy wokalisty i klawiszowca Spock's Beard - Neala Morse'a oraz ówczesnego perkusisty Dream Theater - Mike'a Portnoya. Skład uzupełnił gitarzysta Roine Stolt z Flower Kings i Pete Trewavas, basista grupy Marillion.
W 2003 roku grupa zawiesiła działalność. W 2009 roku zespół wznowił działalność.
Zespół nagrał trzy albumy studyjne. W czasie tras koncertowych po Ameryce i Europie w latach 2000/2001 zagrał 19 koncertów. Dwa z nich zostały później oficjalnie wydane. Po reaktywacji projektu w 2009 roku, zespół ogłosił kolejną trasę, przewidującą 21 występów. 6 maja 2010 Transatlantic odwiedził Polskę, koncertując w poznańskiej Arenie.

## Muzycy
Obecny skład zespołu
- Neal Morse - wokal prowadzący, instrumenty klawiszowe, gitara (1999–2003, od 2009)
- Mike Portnoy - perkusja, wokal wspierający (1999–2003, od 2009)
- Roine Stolt - gitara, wokal wspierający (1999–2003, od 2009)
- Pete Trewavas - gitara basowa, wokal wspierający (1999–2003, od 2009)

Muzycy koncertowi
- Daniel Gildenlöw - gitara, wokal wspierający, instrumenty klawiszowe (2001, 2010)
- Ted Leonard - gitara, wokal wspierający, instrumenty klawiszowe (2014)

## Dyskografia

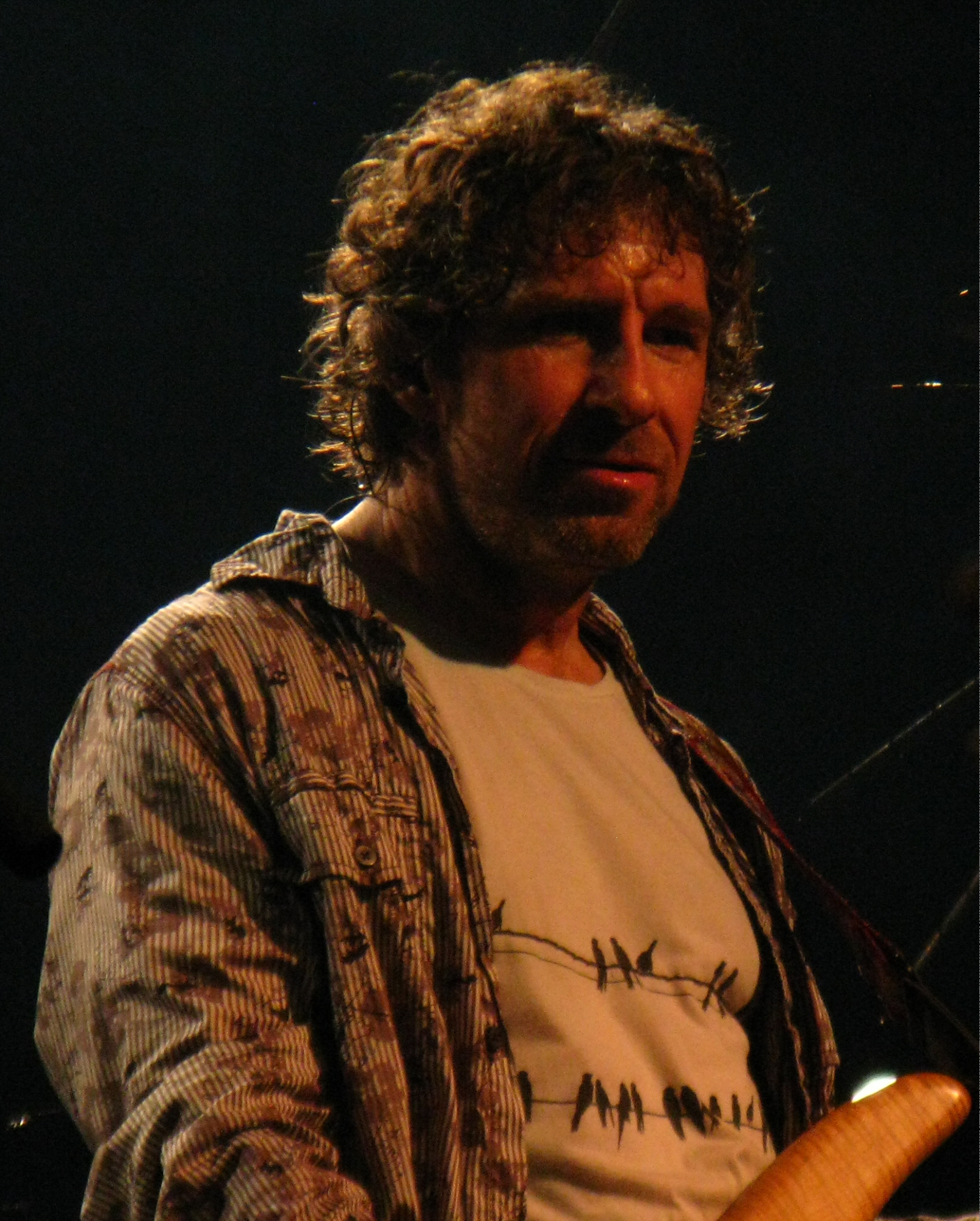
Pete Trewavas, 2010

Albumy studyjne
| Rok                            | Tytuł                                                                            | Pozycja na liście | Pozycja na liście | Pozycja na liście | Pozycja na liście | Pozycja na liście | Pozycja na liście | Pozycja na liście | Pozycja na liście |
| Rok                            | Tytuł                                                                            | GER               | FRA               | NLD               | SWE               | CHE               | AUT               | FIN               | JPN               |
| ------------------------------ | -------------------------------------------------------------------------------- | ----------------- | ----------------- | ----------------- | ----------------- | ----------------- | ----------------- | ----------------- | ----------------- |
| 2000                           | SMPT:e - Data: 21 marca 2000 - Wydawca: Inside Out Music                         | 66                | —                 | —                 | —                 | —                 | —                 | —                 | —                 |
| 2001                           | Bridge Across Forever - Data: 9 października 2001 - Wydawca: Metal Blade Records | 56                | 98                | —                 | —                 | —                 | —                 | —                 | —                 |
| 2009                           | The Whirlwind - Data: 23 października 2009 - Wydawca: Inside Out Music           | 45                | 134               | 40                | 59                | —                 | —                 | —                 | —                 |
| 2014                           | Kaleidoscope - Data: 27 stycznia 2014 - Wydawca: Inside Out Music                | 6                 | 77                | 6                 | 55                | 13                | 52                | 22                | 134               |
| "—" pozycja nie była notowana. |                                                                                  |                   |                   |                   |                   |                   |                   |                   |                   |

Albumy koncertowe
| 2001                           | Live in America - Data: 12 marca 2001 - Wydawca: Inside Out Music                                   | —  | —   |
| 2003                           | Live in Europe - Data: 4 listopada 2003 - Wydawca: Inside Out Music                                 | —  | —   |
| 2010                           | Whirld Tour 2010: Live in London - Data: 26 października 2010 - Wydawca: Inside Out Music           | 52 | 196 |
| 2011                           | More Never Is Enough: Live in Tilburg 2010 - Data: 25 października 2011 - Wydawca: Inside Out Music | —  | —   |
| "—" pozycja nie była notowana. | |    |     |

## Wideografia
| 2001                           | Live in America (VHS) - Data: 2001 - Wydawca: Inside Out Music                                               | —  |
| 2002                           | Building the Bridge (VHS) - Data: 2002 - Wydawca: Radiant Records                                            | —  |
| 2003                           | Live in Europe (DVD) - Data: 25 listopada 2003 - Wydawca: Metal Blade Records                                | —  |
| 2006                           | Building the Bridge & Live in America (DVD) - Data: 2 maja 2006 - Wydawca: Metal Blade records               | —  |
| 2010                           | Whirld Tour 2010: Live in London (DVD) - Data: 25 października 2010 - Wydawca: Metal Blade Records           | 13 |
| 2011                           | More Never Is Enough: Live in Tilburg 2010 (DVD) - Data: 24 października 2011 - Wydawca: Metal Blade Records | —  |
| "—" pozycja nie była notowana. | |    |